# J-Village
Il J-Village (/ˈdʒeɪː ˈvɪlɪdʒ/) è una struttura civile-sportiva multifunzionale di proprietà della società calcistica italiana Juventus Football Club sita nel quartiere di Vallette, nella zona nord-occidentale di Torino. 
Sorto nella seconda metà degli anni 2010, il complesso si trova in Via Druento 175 nel capoluogo piemontese e occupa, con una superficie di 175475 m² nella sua prima tappa di costruzione, la maggior parte dell'area Continassa, nei pressi del correlato Juventus Stadium, e ospita la sede amministrativa della società bianconera, il centro d'allenamento della prima squadra maschile e includente anche lo Juventus Creator Lab, un hotel a quattro stelle, un centro d'istruzione internazionale che comprende anche il J-College, e uno spazio per eventi.

## Storia
(Antonio Giraudo, 2004)
Nel 1994 la Juventus disputa gli incontri casalinghi allo stadio delle Alpi, allora proprietà del Comune di Torino; ma in ragione della scomodità e di diversi problemi emersi da metà del decennio, essa inizia a progettare la costruzione di un impianto di sua proprietà. In quel periodo, il club intende edificare la nuova struttura sempre nella zona adiacente al Delle Alpi, nota come la Continassa, oltreché stabilire in quell'area la nuova sede societaria. Tale progetto, denominato «Casa Juventus» e conosciuto informalmente con il nome di «Cittadella Juve», prevede l'apertura di un museo a tema juventino, lo spostamento della sede bianconera all'interno della storica Cascina Continassa, la residenza principale dell'area, e la creazione di un centro d'allenamento nel terreno circostante.
Nel 1996 persiste l'intenzione societaria di edificare un nuovo impianto nella zona del Delle Alpi, ma è un'alternativa; il club pensa tuttavia di riservare comunque all'area Continassa la funzione di centro sportivo, relegando il Delle Alpi solo ai grandi eventi sportivi. Nel 1998 l'idea del nuovo stadio di proprietà alla Continassa torna ad essere il progetto principale, che prevede l'acquisto e della profonda riqualificazione del Delle Alpi rendendolo parte di una zona a tema juventino, racchiudente museo, albergo e negozi, realizzando, inoltre, un centro sportivo nell'area Continassa.
Tra il 1998 e il 2002 la Juventus, davanti alle difficoltà nel trovare un'intesa con il Comune di Torino per l'acquisto dello stadio delle Alpi e dell'area circostante, propone di abbattere la struttura e costruire al suo posto un impianto idoneo per le famiglie con una capienza di 40 000 posti, riservato all'utilizzo calcistico e sul modello degli stadi inglesi, e valuta la possibilità di abbandonare la città con vari ultimatum al Comune, nel caso in cui la trattativa non vada a buon fine.
Il 18 giugno 2002, dopo otto anni di dialogo intricato tra le parti, la Juventus ottiene dal Comune di Torino il diritto di superficie sull'area dello stadio per una durata di 99 anni, a partire dal 1º luglio successivo al costo totale di 24000000 €. La dirigenza juventina, oltre che erigere un nuovo stadio adatto al calcio, ritenuto dal progetto presentato come sicuro e redditizio, intende dar vita a una cittadella bianconera nell'area adiacente all'impianto, dove ospitare varie iniziative rivolte ai propri sostenitori, come l'apertura di vari fan-shops, diverse attività commerciali, nonché nuovi servizi del club quali un museo, un centro medico di proprietà, un centro d'allenamento esclusivo per la prima squadra maschile e la già citata sede societaria. Tutto ciò non solo nell'area circostante, ma anche all'interno del futuro stadio di proprietà. La Juventus riesce pertanto ad ottenere uno stadio di proprietà, abbandonando definitivamente l'idea di lasciare la città.
Tra novembre 2008 e giugno 2009 il Delle Alpi viene abbattuto per dare inizio alla costruzione dello Juventus Stadium, portata a termine nel 2011. Lo Stadium è il primo impianto italiano moderno totalmente di proprietà di un club calcistico e al suo interno sono collocate anche altre strutture ossia: il J-Museum, il museo dedicato alla storia del club, il J-Medical, il centro medico della società torinese, lo Juventus Megastore, un negozio di articoli firmati dal club bianconero, nonché negozi, ristoranti e servizi di ogni tipo. Inoltre, nei paraggi dello stadio si trova l'Area 12, un centro commerciale con 60 negozi e una grande area food con bar e ristoranti.
Nel frattempo, l'11 giugno 2010, in seguito a un protocollo d'intesa con il Comune di Torino, la Juventus ottiene il diritto di superficie per 99 anni sull'area della Continassa, adiacente al futuro stadio bianconero, sborsando un milione di euro. L'obiettivo della società bianconera è dare continuità al progetto Stadium, riqualificando l'intera area di circa 270000 m².
La Juventus intende stabilirvi la nuova sede ed estendervi ancora un centro sportivo e polifunzionale. Tecnicamente, il club ha acquisito per 11,7 milioni di euro il diritto di superficie su parte dell'area circa (180000 m²) per un periodo di tempo pari a 99 anni; la restante parte, pari a 80000 m², rimane invece alla città di Torino, che intende qui realizzare un parco e dei servizi pubblici. L'intero "progetto Continassa" darà poi vita al J-Village,
Nel novembre 2017 la commissione toponomastica del Comune di Torino rinomina «Strada della Continassa» il viale a doppia carreggiata, di circa 550 m di estensione, costruito nell'ambito della riqualificazione dell'area e che scorre tra via Druento e Corso Ferrara, attraversando la zona sud del J-Village.
La struttura ospita, nel novembre 2022, la nazionale calcistica brasiliana durante la prima parte del ritiro preparatorio al campionato del mondo 2022 in Qatar: la Seleção dispone sia del JTC sia del J-Hotel.

## Compatibilità ambientale
Tutte le costruzioni faccenti parte del complesso J-Village seguono il piano di ecocompatibilità ambientale iniziato nello Juventus Stadium nel 2011. Nell'estrema zona nord-orientale del complesso J-Village, nelle vicinanze dello Juventus Headquarters, sede amministrativa del club, fu costruita la sala macchine più grande del Paese tra quelle gestite dall'azienda specializzata tedesca Bosch, che occupa una superficie di 580 m² su un singolo piano; questa ospita un insieme di sistemi integrati e centralizzati a ciclo chiuso ad alta efficienza quali:
- Impianto di cogenerazione a gas naturale per la produzione combinata di energia elettrica e termica;
- Termopompe per la produzione di acqua refrigerata;
- Scambiatore di calore alimentato da teleriscaldamento cittadino;
- Condensatori evaporativi per le pompe di calore;
- Sistemi di pompaggio fluidi termovettori.

Tali sistemi sono capaci di somministrare al complesso di calore pari a 13,9 megavatt termici-ora (MWth) e dotarla di una refrigerazione pari a 3,2 megavattora (MWh). Dalla stagione 2019-2020, la totalità dell'energia in uso dalla società calcistica torinese è generata da fonti renovabili.

## Strutture

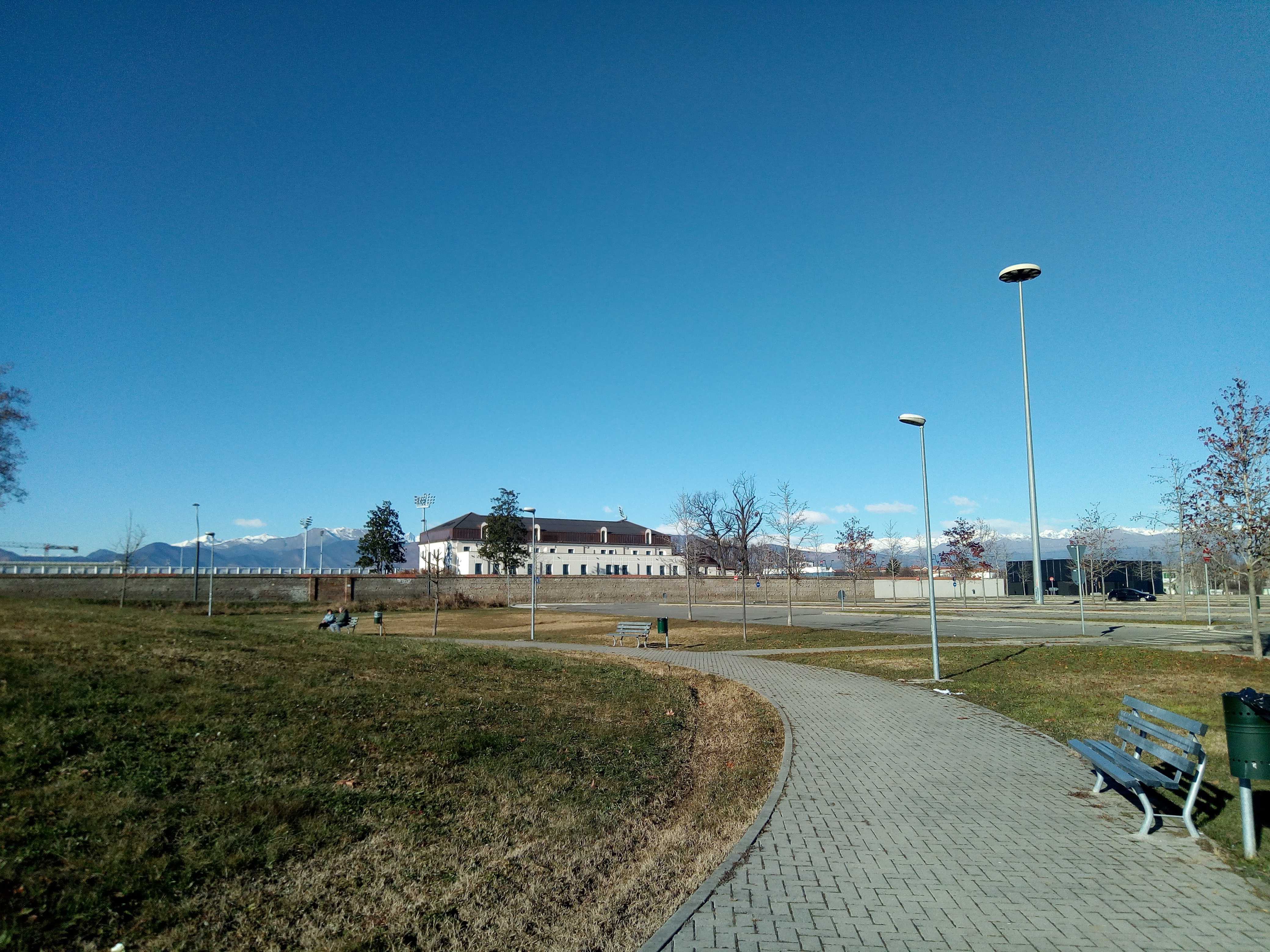
Una veduta panoramica, nel 2019, della Continassa con l'omonima cascina (in fondo) che ospita, dal 2017, la sede amministrativa della.

Il J-Village occupa un'area di 175475 m² ed è suddiviso in sei strutture autonome:

### Juventus Headquarters
A partire dal 17 luglio 2017, la settecentesca Cascina Continassa, recuperata e restaurata, dopo aver vissuto anni di abbandono e degrado, ospita la nuova sede sociale della Juventus, formalmente conosciuta come Juventus Headquarters, che occupa un'area di 4370 m².

### Juventus Training Center
Il 16 aprile 2018 è stato inaugurato, dalla formazione femminile, lo Juventus Training Center (JTC), un centro di allenamento riservato esclusivamente alla prima squadra maschile di 58950 m² di superficie, che lo utilizza a partire dalla stagione 2018-2019; occasionalmente serve anche la seconda squadra maschile. Il JTC ingloba anche un media centre, a sua volta comprendente: una sala per le riunioni tecniche e visione dei video, gli studi televisivi di Juventus TV, canale tematico del club, la sala stampa e le aree degli sponsor.

#### Juventus Creator Lab
All'interno dello Juventus Training Center, sul lato meridionale dei campi d'allenamento recintati, sorge un edificio rettangolare di due piani di altezza dedicato allo Juventus Creator Lab ([juˈvɛntus kriˈeɪt̮ər læb]), un laboratorio digitale di proprietà del club torinese dedicato alla produzione di contenuto multimediale OTT vincolato con le prime squadre maschile e femminile oltreché il corrispondente settore giovanile, visibile per il mercato italiano e internazionale sia sui diversi profili ufficiali del club sui social network che sulla piattaforma streaming on demand Amazon Prime Video. Operativo dal gennaio 2023, è stato inaugurato ufficialmente l'8 maggio 2024. La struttura è ispirata a talent house e gaming studio nordamericane ed è uno spazio multifunzionale su due livelli. Il piano superiore è occupato dagli uffici di editing, produzione e ufficio stampa, mentre al piano terra sono localizzati diversi studios:
- Game on!, uno spazio di svago, dotato di televisore, console e un'area di ristoro. Il design, firmato da Truly Design, riflette le caratteristiche del JCL come luogo di creatività; 
- Small Talk, studio streaming moderno ed innovativo, equipaggiato con attrezzature top di gamma, console, neon, gaming PC e attrezzature da gaming; 
- The Drip, dove giocatori, creator e ospiti possono prepararsi per gli shooting; 
- Silver Screen, dove ci sono backdrops e green screen per shooting diversificati; 
- B-Roll, la stanza dedicata alle interviste o ai contenuti "short"; 
- The Frame, area destinata alla fotografia professionale.

### J-Hotel
Il 24 agosto 2019 è stato aperto al pubblico il J-Hotel (per esteso Juventus Hotel, /ˈdʒeɪ həʊˈtel/), l'albergo di proprietà della Juventus. A partire dal precedente 11 luglio, la struttura ha già iniziato ad ospitare, esclusivamente, i calciatori, l'allenatore e il suo staff. L'inaugurazione dell'albergo è avvenuta, ufficialmente, il 19 novembre 2019. Il progetto della struttura nasce dalla joint venture tra il club torinese e Lindbergh Hotels, uno dei maggiori esponenti dell’imprenditoria turistica italiana. L'hotel sorge su un'area di 11300 m² su una superficie cubica, di cui 9181 m² occupati dall'edificio principale; include circa 5000 m² riservati a un giardino centrale. L'edificio principale, costruito su una pianta a forma di lettera "J" ispirata dal logo societario, ha una classificazione di quattro stelle e consta di:
- un Centro Congressi, che, a sua volta, si compone di sei sale meeting modulabili: quattro con capienza fino a trenta persone e una fino a cento;
- un ristorante, il Tàola Restaurant, dove l'offerta culinaria, curata dallo chef stellato Davide Scabin, propone i piatti tradizionali accanto a delle ricette internazionali, restando fedele alla tradizione culinaria del Piemonte (Tàola è la traduzione di “tavola” in dialetto piemontese);
- un lounge-bar;
- un ampio giardino interno;
- 138 stanze, divise in cinque tipologie (Confort, Deluxe, Executive, J-Executive e Suite), alle quali si aggiungno quelle riservate ai ritiri dei giocatori della prima squadra e componenti dello staff tecnico, a cui è riservata un’ampia zona che ospiterà i ritiri pre-partita.

L'ala orientale del J-Hotel, riservata all'albergo della squadra, è collegata agli spogliatoi dello Juventus Training Center di Torino da un tunnel sotterraneo.
Nel giugno 2020 la Juventus ha acquisito la quota di partecipazione detenuta da Lindbergh Hotels nell'azienda incaricata della gestione del J-Hotel, B&W Nest S.r.l., diventando così unico proprietario di quest'ultima.
Il J-Hotel è sito in via Traves, 40.

### World International School (WINS)
Il 16 novembre 2017 è stata inaugurata la sede torinese della World International School (/wɜːld ˌɪntəˈnæʃnəl skuːl/), anche nota con l'acronimo WINS (pronunciato [ˈwɪnz]), centro d'istruzione internazionale che gestisce amministrativamente anche il J-College, il liceo destinato ai ragazzi e alle ragazze del settore giovanile juventino.
La scuola si distingue, tra altri, per il suo progetto educativo incentrato sull'uso dell'inglese britannico nei propri corsi, l'insegnamento di una terza lingua oltre a quell'inglese e l'italiano nonché la preparazione dei suoi studenti per l'esame di certificazione di conoscenza dell'inglese fornito dall'Università di Cambridge in qualità di Cambridge Assessment Ammissions Center; è stato, infatti, il primo istituto autorizzato in Italia a offrire tutti e tre i programmi del baccellierato internazionale, equivalente all'esame di maturità dell'istruzione secondaria italiana: IB Primary Years Programme o IBPYP (per studenti dai tre ai dodici anni d'età), IB Middle Years Programme o IBMYP (11-16 anni) e IB Diploma Programme o IBDP (15-19 anni).
Capace di 700 studenti, il WINS è sito in via Traves, 28, all'interno di un moderno campus che occupa un'area di 8450 m² su una superficie totale di 16000 m² nella zona sud-occidentale del J-Village.
La struttura ospita, al suo interno:
- attrezzature sportive;
- una palestra;
- una piscina;
- un auditorium;
- un convitto per studenti non residenti.

#### J-College
Il J-College (per esteso Juventus College, /ˈdʒeɪ ˈkɒlɪdʒ/), anche noto come «Liceo Juventus», è un centro educativo di proprietà della Juventus; la progettazione fu curata insieme alla Fondazione Giovanni Agnelli, con un costo di 19 500 000 €. Attivo dal settembre 2012, era originariamente costituito sotto forma di «liceo scientifico-sportivo delle scienze applicate di secondo grado», essendo il primo centro d'istruzione in Italia a essere gestito da una società sportiva nonché ufficialmente riconosciuto dal Ministero dell'istruzione, dell'università e della ricerca (MIUR).
È stato progettato per offrire diverse attività didattiche attraverso l'utilizzo delle nuove tecnologie, in collaborazione con la già citata Fondazione Agnelli e la Congregazione Salesiana, oltreché «promuovere le abilità calcistiche degli studenti, migliorando il loro rendimento scolastico attraverso il loro coinvolgimento in programmi educativi in modo tale da consentire il giusto equilibrio tra la formazione e la scolarizzazione [...] diminuire i tassi di abbandono scolastici da parte degli studenti migliorando sia l'approccio e la qualità dell'insegnamento». Nel settembre 2013, durante l'assemblea generale dell'European Club Association (ECA) svoltasi a Ginevra, il J-College fu premiato con l'ECA Youth Best Achievement Award, nella categoria Youth Development, quale miglior progetto educativo organizzato a livello di club europei.
Il liceo occupò durante i suoi primi anni una superficie di 650 m² all'interno del JTC Vinovo, essendo la propria offerta accademica curata dall'International School of Europe (ISE) per il triennio 2014-2017. In quell'ultimo anno, in seguito all'ampliamento dell'offerta educativa liceale, la sede legale del J-College fu trasferita da Vinovo al campus costruito nella zona sud-occidentale del J-Village, il centro multifunzionale della società bianconera a Torino; è gestita da allora dal WINS, mutando il suo indirizzo in «liceo scientifico di secondo grado a indirizzo sportivo».

### SET - Scalo Eventi Torino
Un altro tassello del J-Village è il SET - Scalo Eventi Torino, uno spazio per eventi che occupa un'area di 21000 m², di cui 8500 m² coperti e frazionabili, gestito da Smart Spaces e inaugurato nell'estate 2024. Inizialmente progettato come un concept store, destinato ad attività educative, commerciali e d'intrattenimento ludico-sportivo, si è poi evoluto in una location per eventi con tante persone, da ospitare sia nelle sale interne che negli esterni.

### Sviluppi futuri
Nell'area del J-Village sono previste le seguenti strutture:
- il futuro del PalaTorino che il comune di Torino ha affidato in gestione attraverso una gara pubblica;
- la variante 236 approvata dal Consiglio comunale prevede un'area wellness tra corso Ferrara, via Traves, strada di Druento e corso Gaetano Scirea;
- una piazza pubblica in prossimità alla Strada della Continassa in cui sarà eretto un memoriale in ricordo delle vittime della strage dell'Heysel avvenuta a Bruxelles il 29 maggio 1985;
- uno stadio da 5 000 posti a sedere compatibile con la categoria 3 UEFA di cui la seconda squadra maschile, la prima squadra femminile e le squadre Under-19 di entrambe categorie saranno usufruttuari esclusivi;
- la realizzazione di un grande parco urbano.